# Mitsubishi AAM-4
Тип 99 (яп. 99式空対空誘導弾 99 сики ку:таику: ю:до:дан, «управляемая ракета воздух-воздух типа 99», также Мицубиси AAM-4 (англ. Mitsubishi Air-to-Air Missile 4)) — японская управляемая ракета класса «воздух—воздух» средней дальности, оснащённая активной радиолокационной головкой самонаведения, предназначавшаяся для замены стоявшей на вооружении AIM-7 Sparrow с полуактивной ГСН. Находится на вооружении Воздушных сил самообороны Японии с 1999 года.

## Тактико-технические характеристики
1. Длина: 3667 мм
2. Диаметр: 203 мм
3. Размах крыла: 800 мм
4. Масса: 222 кг
5. Система наведения: радиокомандная (ИНС — по другим данным) + АРЛГСН
6. Дальность: 100 км
7. Скорость: 4-5 М